# Ménilles
Ménilles es una localidad y comuna francesa situada en la región de Alta Normandía, departamento de Eure, en el distrito de Évreux y cantón de Pacy-sur-Eure.

## Administración

### Entidades intercomunales
Ménilles está integrada en la Communauté d'agglomération des Portes de l'Eure . Además forma parte de diversos sindicatos intercomunales para la prestación de diversos servicios públicos:
- Syndicat de voirie du canton de Pacy sur Eure
- Syndicat de l'électricité et du gaz de l'Eure (SIEGE)
- Syndicat de la Vallée d'Eure (2me section)

### Riesgos
La prefectura del departamento de Eure incluye la comuna en la previsión de riesgos mayores  por:
- Riesgos derivados del transporte de mercancías peligrosas.
- Riesgo de inundación.

## Demografía
| 1 244 | 1 217 | 1 230 | 996 | 1 011 | 1 028 | 931 | 925 | 831 | 763 | 749 | 717 | 738 | 721 | 696 | 680 | 719 | 760 | 814 | 833 | 688 | 720 | 633 | 668 | 698 | 850 | 956 | 909 | 1 183 | 1 248 | 1 449 | 1 382 |
| Para los censos de 1962 a 1999 la población legal corresponde a la población sin duplicidades (Fuente: INSEE [Consultar]) |       |       |     |       |       |     |     |     |     |     |     |     |     |     |     |     |     |     |     |     |     |     |     |     |     |     |     |       |       |       |       |

Gráfico de evolución demográfica de la comuna desde 1793 hasta 1999

## Lugares y monumentos
- Iglesia desde siglo XVI, incluida en el inventario de monumentos históricos.
- Castillo del siglo XV.